# A Very Brutal Christmas
A Very Brutal Christmas è un EP a tema natalizio del progetto thrash metal Austrian Death Machine pubblicato nel 2008 attraverso la Metal Blade. Come per l'uscita precedente Total Brutal questo EP è una parodia ad Arnold Schwarzenegger.

## Tracce
1. Jingle Bells – 3:01
2. Get to the Choppa – 2:47
3. Hell Bent for Leather (cover dei Judas Priest) – 2:23